# Бранчвил (Јужна Каролина)
Бранчвил (енгл. Branchville) град је у америчкој савезној држави Јужна Каролина.

## Демографија
По попису из 2010. године број становника је 1.024, што је 59 (-5,4%) становника мање него 2000. године.
| Група             | 2000.       | 2010.       |
| Белци             | 587 (54,2%) | 517 (50,5%) |
| Афроамериканци    | 467 (43,1%) | 468 (45,7%) |
| Азијати           | 1 (0,1%)    | 2 (0,2%)    |
| Хиспаноамериканци | 15 (1,4%)   | 16 (1,6%)   |
| Укупно            | 1.083       | 1.024       |